# فصل جنگل (فیلم)
فصل جنگل (به تامیلی: Aaranya Kaandam) فیلمی محصول سال ۲۰۱۱ و به کارگردانی دارانی است. در این فیلم بازیگرانی همچون جکی شروف، راوی کریشنا، سمپات راج، یاسمین پوناپا، گرو سوماسوندرام ایفای نقش کرده‌اند.